# Zweedse parlementsverkiezingen 2010
Op 19 september 2010 werd in Zweden een nieuwe Riksdag, het parlement van Zweden, gekozen. De strijd ging tussen de centrumrechtse Allians för Sverige onder leiding van premier Fredrik Reinfeldt, en de centrumlinkse rödgröna-oppositie onder leiding van Mona Sahlin. Met de winst voor de Alliantie is het voor het eerst in de Zweedse geschiedenis dat een centrumrechtse coalitie werd herkozen. Zonder meer historisch is ook de intrede van de Sverigedemokraterna, een partij die als extreemrechts wordt bestempeld, in het Zweedse parlement.

## Allianties, partijen en hun standpunten
In aanloop naar de verkiezingen blijkt dat Zweden er financieel relatief goed voor staat in Europa. De economische groei van Zweden in 2010 was naar verwachting vier procent en het leek erop dat het begrotingstekort het kleinst van Europa werd. De belastingen in Zweden zitten bij de hoogste ter wereld, maar onder de regering zijn veel belastingen omlaag gegaan. Het werkloosheidspercentage was in Zweden 8,5 procent, minder dan het Europees gemiddelde van 9,6 procent.
Voorafgaand aan de verkiezingen van 19 september 2010 waren er zeven partijen vertegenwoordigd in het parlement. Die zijn in te delen in twee grote blokken: een (centrum)links en een (centrum)rechts  (börgerlig) blok. Sinds de jaren 1950, als de sociaaldemocraten in zee gaan met de agrarische partij, is geen enkele partij nog uit zijn blok gebroken.
- Het linkse blok, rödgröna in het Zweeds, wordt gevormd door drie partijen: de Miljöpartiet de Gröna (MP), de Vänsterpartiet (V) en de Sveriges socialdemokratiska arbetareparti (SAP). Laatstgenoemde partij staat ook wel bekend als Arbetarepartiet of Socialdemokraterna (S). In de literatuur wordt de SAP vaak een van de succesvolste partijen ter wereld genoemd; de verkiezingsuitslag van 1998 en 2006 – en nu ook deze van 2010 – zal echter uitzonderlijk slecht zijn.
- De motor van de centrumrechtse Allians för Sverige (ook wel Alliansen) is de Moderata samlingspartiet (ook wel Moderaterna, afgekort M) en in het bijzonder haar leider Fredrik Reinfeldt. Sinds Reinfeldt in 2003 aan het hoofd van zijn partij is gekomen heeft hij ingezet op samenwerking met andere centrum(rechtse) partijen, dit zijn de Folkpartiet liberalerna (FP), de Kristdemokraterna (KD) en de Centerpartiet (C).

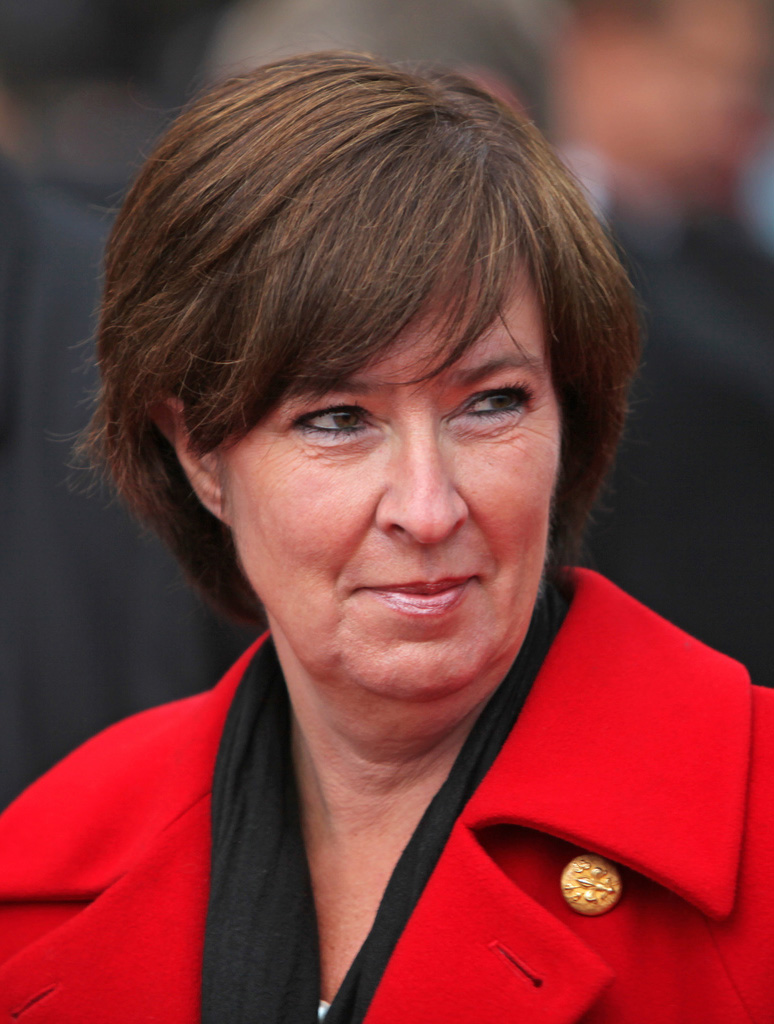
De sociaaldemocratische aanvoerster Mona Sahlin

De roodgroene alliantie gooide zich in de strijd met de belofte op belastingsverlaging voor gepensioneerden en restaurantpersoneel. Daartegenover stelde men een vermogensbelasting voor. S-leider Mona Sahlin zei dat de sociaaldemocraten op het gebied van eigendomsbelastingen van mening zijn dat "diegenen die in de duurste huizen wonen meer moeten betalen dan diegenen die in goedkopere huizen wonen; onze belastingvoordelen zijn vooral gericht op de gepensioneerden." Ook werd ingezet op een verbeterde kinderopvang. Terwijl de S een kilometertaks willen invoeren, ziet de Miljöpartiet (MP) eerder heil in verbeterd openbaar vervoer en hernieuwbare energie. De Vänsterpartiet (V) stelt een vegetarische dag op scholen voor om de schadelijke effecten van vleesproductie op het milieu in te dijken. Verder staan de linkssocialisten voor belangrijke investeringen in de publieke sector en bepleiten ze ‘digitale bibliotheken’, eerder dan illegale gegevensuitwisseling via Internet. De MP wil aan bedrijven en de staat quota’s opleggen om gender equality (seksegelijkheid) te bewerkstelligen.
Hoewel roodgroen en centrumrechts elkaar bestreden, waren er in hun programma’s een aantal punten van gelijkenis aan te wijzen. Zo streefden beide blokken naar verminderde belastingen voor gepensioneerden en voor restaurantpersoneel. Als het van de Alliantie afhangt, dan mogen de Zweden binnenkort tot de leeftijd van 69 aan het werk blijven. Het staatsaandeel in een aantal bedrijven moet worden teruggeschroefd, meent de Allians för Sverige. Niet enkel de sociaaldemocraten, groenen en linkssocialisten pleitten voor een schoner milieu, ook rechts draagt zijn steentje bij. De Alliansen wil groene wagens aanmoedigen en de Centerpartiet (C) wil investeren in een beter uitgebouwd openbaar vervoer. De liberale Folkpartiet (FP) focuste traditioneel op een beter onderwijs, ook bij deze verkiezingen. Daarnaast zien de liberalen Zweden graag toetreden tot de Eurozone. De Moderaterna (M) bepleit een strengere aanpak van de (jeugd)criminaliteit en privé-investeringen voor culturele instellingen. De christendemocraten focussen op thema’s als gezin en ouderenzorg. Tot slot nog een nieuwe speler in de campagne: de extreemrechtse partij Sverigedemokraterna (SD). Die bepleit een strengere aanpak van criminaliteit en immigratie en vraagt meer geld voor gepensioneerden, en lokt daarmee meer dan eens controverse uit.

## Opiniepeilingen
Na de verkiezingen in 2006 kreeg de centrumlinkse oppositie een voorsprong in de peilingen. In februari 2009 zou de oppositie volgens een peiling van Sifo zelfs over een voorsprong van 19,4 percent beschikken. Echter, sinds enkele maanden heeft voert regerende coalitie de peilingen aan. Nog volgens de polls maken de Sverigedemokraterna (SD) kans op een parlementszetel, gezien de uiterst rechtse partij de kiesdrempel van 4% zou overschrijden.
Alle politieke partijen hebben samenwerking met de SD vooraf uitgesloten. Volgens premier Reinfeldt zal het land lastiger te besturen zijn, evenals economisch minder stabiel, mochten verkiezingen leiden tot een minderheidsregering, afhankelijk van de steun van de SD. Analisten stellen dat een dergelijke situatie een negatieve invloed kan hebben op de markten. De laatste peilingen geven de centrumrechtse Allians för Sverige echter opnieuw een parlementaire meerderheid.
| Datum                    | M     | C    | FP   | KD   |       | S    | V    | MP   |      | SD    | Overige |  | Alliansen | rödgröna |
| Datum                    |       |      |      |      |       |      |      |      |      |       |         |  |           |          |
| Verkiezingen 17 sep 2006 | 26,2% | 7,9% | 7,5% | 6,6% | 35,0% | 5,9% | 5,2% | 2,9% | 2,8% | 48,2% | 46,1%   |  |           |          |
| Feb 2007                 | 25,8% | 5,9% | 5,8% | 5,3% | 41,4% | 5,8% | 6,1% | 2,7% | 1,2% | 42,9% | 53,3%   |  |           |          |
| Mei 2007                 | 24,9% | 6,7% | 5,4% | 4,1% | 42,6% | 5%   | 6,6% | 3%   | 1,7% | 41,1% | 54,2%   |  |           |          |
| Aug 2007                 | 25%   | 6,4% | 6,1% | 4,2% | 41,1% | 6%   | 6,6% | 3,5% | 1,1% | 41,7% | 53,7%   |  |           |          |
| Nov 2007                 | 21,9% | 6,3% | 7,5% | 4,1% | 44,1% | 5,4% | 6,3% | 2,9% | 1,5% | 39,8% | 55,8%   |  |           |          |
| Feb 2008                 | 22,2% | 6,1% | 6,5% | 3,9% | 44,2% | 5,7% | 6,1% | 3,4% | 1,8% | 38,8% | 56%     |  |           |          |
| Mei 2008                 | 21,6% | 6,2% | 6,8% | 4,5% | 43,8% | 5,3% | 6,4% | 3,5% | 1,6% | 39,6% | 55,3%   |  |           |          |
| Aug 2008                 | 22,5% | 5,7% | 6,9% | 3,9% | 43,3% | 5,6% | 6,7% | 3,5% | 1,7% | 39,1% | 55,7%   |  |           |          |
| Nov 2008                 | 26,5% | 5,6% | 6,6% | 4,2% | 39,7% | 5,5% | 6,9% | 3,6% | 1,3% | 43%   | 52,1%   |  |           |          |
| Feb 2009                 | 27,8% | 5,3% | 7%   | 4,1% | 37,5% | 5,8% | 7,2% | 3,5% | 1,7% | 44,2% | 50,6%   |  |           |          |
| Mei 2009                 | 29,7% | 5,3% | 6,3% | 4,2% | 33,8% | 6,7% | 7,6% | 3,5% | 3,0% | 45,5% | 48%     |  |           |          |
| Aug 2009                 | 27%   | 5,9% | 7,8% | 4,1% | 32,8% | 6,5% | 9%   | 4,1% | 2,9% | 44,8% | 48,2%   |  |           |          |
| Nov 2009                 | 28,7% | 4,7% | 6,6% | 4,2% | 32,8% | 5,8% | 9,5% | 5,5% | 2,2% | 44,2% | 48,1%   |  |           |          |
| Feb 2010                 | 28,4% | 4,7% | 6,3% | 4,6% | 33,9% | 5,6% | 9,7% | 4,8% | 2%   | 43,9% | 49,3%   |  |           |          |
| Mei 2010                 | 30,8% | 4,8% | 6,7% | 4,5% | 32,4% | 5,7% | 9,5% | 4%   | 1,6% | 46,8% | 47,6%   |  |           |          |
| Jun 2010                 | 32,4% | 4,9% | 6,4% | 4,4% | 30,3% | 5,4% | 9,8% | 4,7% | 1,8% | 48,1% | 45,4%   |  |           |          |
| Jul 2010                 | 31,6% | 5,1% | 6,2% | 4,7% | 30,5% | 5,4% | 9,5% | 4,8% |      | 47,6% | 45,4%   |  |           |          |
| Aug 2010                 | 31,4% | 5,1% | 6,9% | 5,7% | 29,5% | 5,4% | 9,1% | 4,7% |      | 49,1% | 44,0%   |  |           |          |

## Resultaten en regeringsvorming
De opkomst van de verkiezingen lag met 84,63% bijna 2,5% hoger dan in 2006. Zweden kent geen opkomstplicht, maar toch ligt de opkomst altijd vrij hoog.
De sociaaldemocraten moesten de grootste klappen incasseren. De S haalde het slechtste resultaat sinds de invoering van het algemeen stemrecht in 1921. De partij van Fredrik Reinfeldt, de Moderata samlingspartiet, haalt dan weer het beste resultaat sinds 1921. S-leider Mona Sahlin erkende dat haar partij niet in staat was geweest het vertrouwen van de Zweden voor zich te krijgen en dat de centrumrechtse regering van Reinfeldt de meeste stemmen heeft gekregen. Het was vooral de partij van Reinfeldt die erop vooruit ging, terwijl de andere drie Allians-partijen, C, FP en KD, zetels verloren. Daardoor beschikt de Alliantie niet langer over een parlementaire meerderheid. De twintig zetels die de Zweden Democraten (SD) oprapen, maken van de nieuwe Riksdag een hung parliament waar noch het linkse, noch het rechtse blok over een meerderheid kan beschikken.
| Partij              | Stemmen             | %     | ±%    | zetels | verschil |
| ------------------- | ------------------- | ----- | ----- | ------ | -------- |
| Socialdemokraterna  | 1.780.974 ▼ 137.121 | 30,9% | ▼ 4,4 | 112    | ▼ 18     |
| Moderaterna         | 1.729.010 ▲ 272.996 | 30,0  | ▲ 3,9 | 107    | ▲ 10     |
| Miljöpartiet        | 415.879 ▲ 134.824   | 7,2   | ▲ 2,0 | 25     | ▲ 6      |
| Folkpartiet         | 407.816 ▼ 1.151     | 7,1   | ▼ 0,4 | 24     | ▼ 4      |
| Centerpartiet       | 380.215 ▼ 50.128    | 6,6   | ▼ 1,3 | 23     | ▼ 6      |
| Sverigedemokraterna | 330.157 ▲ 169.946   | 5,7   | ▲ 2,8 | 20     | ▲ 20     |
| Kristdemokraterna   | 324.715 ▼ 35.987    | 5,6   | ▼ 1,0 | 19     | ▼ 5      |
| Vänsterpartiet      | 321.854 ▲ 4.005     | 5,6   | ▼ 0,3 | 19     | ▼ 3      |
| Totaal              |                     | 100%  |       | 349    |          |

Vrij snel wordt duidelijk dat geen van de twee grootste partijen – de SAP en de Moderaterna – gaan samenwerken met de SD. Reeds op verkiezingsavond oppert Fredrik Reinfeldt de mogelijkheid tot samenwerking met de groenen. Volgens een groene politica zijn de standpunten van de MP en de Alliantie niet onverenigbaar, maar blijft regeringsvorming toch onwaarschijnlijk. Eind september wordt duidelijk dat de Milieupartij het roodgroene blok niet de rug zal toekeren. Fredrik Reinfeldt zoekt contact met Mona Sahlin, leider van de sociaaldemocraten, om de asielpolitiek te bespreken. Sahlin apprecieert het gebaar van Reinfeldt en zegt Zweden niet in dezelfde positie te willen brengen als Denemarken, waar een partij op de rechterflank wel invloed heeft (gehad) op het beleid. Maud Olofsson, leider van de Centrumpartij, voert intussen de druk op door te stellen dat alles in handen ligt van de roodgroenen. De Sverigedemokraterna proberen nog toenadering te zoeken tot de sociaaldemocraten en de Moderaterna in verband met de verkiezing van de parlementsvoorzitter. Beide partijen blijven bij het standpunt dat ze niet willen samenwerken met deze extreemrechtse partij.
Op 4 oktober, bij de opening van het parlementaire jaar, stelt Reinfeldt zijn nieuwe kabinet voor. In zijn regeringsverklaring benadrukt hij dat het een minderheidskabinet betreft gevormd door de Allians-partijen. Hij geeft aan te zullen samenwerken met de sociaaldemocratische en groene partijen op sommige domeinen, om zich van een parlementaire meerderheid te verzekeren.

## Lees ook
- Lijst van politieke partijen in Zweden